# Jef Sicard
Jef Sicard (* 22. Oktober 1944 in Riom als Jean-François Sicard; † 21. November 2021 in Paris) war ein französischer Jazzmusiker (Saxophon, Klarinette, Flöte, Komposition).

## Wirken
Sicard studierte Saxophon und Klarinette am Konservatorium von Nizza und anschließend Musikwissenschaft in Poitiers.
Auf der Suche nach neuen Klängen und Konzepten spielte er mit Musikern aus verschiedenen Kulturen, etwa im Dharma Quintet (Montreux Jazz Festival 1971, Festival de Chateauvallon 1972), Machi Oul Septet und Machi Oul Big Band, Claude Delcloos Full Moon Ensemble, sowie mit Sonny Grey, Didier Levallet, Alan Silva, Siegfried Kessler, Alfredo Rodriguez, Michel Godard, Raúl Barboza, Jean-Michel Pilc, Christian Escoudé, den Großformationen der ARFI und mit François Tusques.
1993 gründete er sein Jef Sicard Quartet mit Mathias Pizarro, Gildas Scouarnec und Christian Lété, mit dem er seine eigenen Kompositionen aufführte. Zwischen 1994 und 1999 war er Professor am Konservatorium von Angoulême, wo er auch die Big Band leitete. 1998 gründete er ein Trio mit François Méchali, François Laizeau und 2003 ein Quintett mit Nicolas Genest, Sébastien Llado, François Méchali sowie Philippe Soirat.
Sicard trat in unterschiedlichen Formationen bei zahlreichen Konzerten und Festivals wie dem Europa Jazz Festival in Le Mans, Banlieues Bleues, Jazz à Vienne, Nancy Jazz Pulsations (2002), La Villette Jazz Festival, Rencontres Internationales de Jazz de Nevers (1989, 1994, 2004), Jazz sous les pommiers (1998), Jazz à Porquerolles (2009), Balver Höhle, Moers Festival (1984) und Leipziger Jazztage auf. Er tourte in Europa und auf den Antillen.
Sicard war auch als Theatermusiker für Dramaturgen wie Georges Wilson, Jean-Marc Bory, Guy Rétoré oder Jean-Louis Hourdin und als Interpret von zeitgenössischer Musik (Daniel Tosi, Antoine Duhamel) tätig und komponierte Filmmusik. Weiterhin arbeitete er mit seinem Sohn Nicolas zusammen, der als DJ, Musikproduzent und Sounddesigner unter dem Pseudonym Sicaa bekannt ist; so hatte er einen Featureauftritt auf dessen EP Space Between Worlds (2013).
„Als anspruchsvoller, fröhlich singulärer und heiter lyrischer Instrumentalist erkennt man ihn in seiner Vorliebe für große Intervalle, seinen ‚physischen‘ Phrasen und seinem großzügigen Multi-Instrumentalismus eine Anziehung zum Universum von Eric Dolphy. Seine Musik, eine der geradlinigsten und wärmsten, die es gibt, führt den Hörer zu einem Zusammenfluss von Düften aus der ganzen Welt (keltische Länder, Orient, Brasilien...), die unaufhaltsam mit der Universalität der afrikanisch-amerikanischen Musik verbunden sind.“

## Diskographische Hinweise
- Back in Tone (mit Alter Trio) – Alter-nativ 2007[4]
- Jef Sicard Quintet Tropismes – Charlotte 2004
- Oblik – Charlotte 2001 (mit François Méchali, François Laizeau)
- Jef Sicard Trio Le Rêve de Claude – Charlotte 1999
- Big band du Conservatoire d'Angoulême Godja 98 – ACAMAC 1998
- Jef Sicard Quartet Isthme – Charlotte 1996
- Jef Sicard Quartet Le Fil d'Ariane – AA 1993

als Sideman
- Apollo Cap inédit – ARFI 1999
- Arfi Potemkine – ARFI 1997
- Jazzam'bar & les canards sauvages: Kirk's Dreams – CIM Bar le Duc 1993
- Didier Levallet Quintet: Ostinato – In and Out 1981
- Machi Oul Big Band: Quetzalcoatl – Palm 1975
- Dharma Quintet: Archipel – AJA Records 1973 (mit Gérard Coppéré, Gérard Marais, Jacques Mahieux, Michel Gladieux, Patricio Villaroel)
- Septet Matchi-oul: Terremotto – Futura Records 1971 (mit Sonny Grey, William Treve, Manuel Villarroel, Gérard Coppéré, François Méchali, Jean-Louis Méchali)
- Dharma Quintet: End Starting – SFP 1971
- Dharma Quintet: Mr Robinson – SFP 1970
- Full Moon Ensemble: Crowded with loneliness – CBS 1969